# Želary (film)
Želary je české filmové drama režiséra Ondřeje Trojana z roku 2003. Vypráví příběh mladé Elišky v období okupace v 40. letech 20. století. Eliška je nedostudovaná lékařka (tehdy byly nuceně uzavřeny vysoké školy) a členka tajného odboje. Musí se ukrýt v horách ve vesnici Želary (vesnice je fiktivní). Drsný romantický příběh získal mnoho ocenění i nominaci na Oscara.

## Obsazení
| Anna Geislerová      | Eliška / Hana               |
| György Cserhalmi     | Joza Janda                  |
| Jaroslava Adamová    | Lucka Vojničová             |
| Miroslav Donutil     | farář                       |
| Jaroslav Dušek       | učitel Tkáč                 |
| Iva Bittová          | Žeňa                        |
| Ivan Trojan          | Richard                     |
| Jan Hrušínský        | Slávek                      |
| Anička Věrtelářová   | Helenka Bojarová (Haláková) |
| Tomáš Žatečka        | Vratislav Lipka             |
| Ondrej Kovaľ         | Michal Kutina               |
| Tatiana Vajdová      | Anna Kutinová               |
| František Velecký    | starý Kutina                |
| Viera Pavlíková      | stará Kutinová              |
| Juraj Hrčka          | Vojta Juriga                |
| Imre Boraroš         | Pavel Juriga                |
| Jana Oľhová          | Juliška Jurigová            |
| Jan Tříska           | starý Gorčík                |
| Michael Hofbauer     | mladý Gorčík                |
| Edita Malovcic       | Marie Gorčíková             |
| Reinhard Simonischek | doktor Beníček              |
| Gabriela Schmoll     | Marenina Irča               |
| Svatopluk Beneš      | stařeček                    |
| Zita Kabátová        | stařenka                    |
| Jakub Laurych        | mladý voják                 |